# Velký Uran
Velký Uran (rusky Большой Уран) nebo Velký Čuran (rusky Большой Чуран) je řeka v Orenburské oblasti v Rusku. Je 155 km dlouhá. Povodí má rozlohu 2200 km².

## Průběh toku
Pramení v nejvyšší části vysočiny Obščij Syrt. Ústí do řeky Samary, která je přítokem Volhy.

## Vodní stav
Průměrný roční průtok činí 4,7 m³/s. Zdrojem vody jsou převážně sněhové srážky.